# 新エングラー体系
新エングラー体系（しんエングラーたいけい、英語：modified Engler system 又は updated Engler system）は、アドルフ・エングラーが提唱したエングラー体系をもとに、1953年及び1964年にハンス・メルヒオールらが提唱した植物の分類体系である。

## 概要
アドルフ・エングラーはアウグスト・アイヒラーが1883年に発表した『薬用植物学講義提要』（植物・医薬学のための植物学概説）“Syllabus der Vorlesungen über specielle und medicinisch-pharmaceutische Botanik”を引き継ぐ形で、1892年に『植物分科提要』“Syllabus der Pflanzenfamilien”を発表した。これは、1936年までに、アドルフ・エングラーと、彼の後継者であるルートヴィヒ・ディールスが第11版まで改訂した。これが「エングラー体系」や「エングラーの体系」と呼ばれているものである。
エングラー体系のもととなった、アイヒラーが提唱した分類体系では、『進化は単純なものから複雑なものへと進む』という当時の進化論の考えをもとに、下記の要素が盛り込まれている。この隠花植物にはシダ植物、蘚苔類、藻類及び菌類が含まれている。
- 植物を隠花植物と顕花植物に分ける。
  - 顕花植物を裸子植物と被子植物に分ける。
    - 被子植物を単子葉植物と双子葉植物に分ける。
      - 双子葉植物を離弁花類と合弁花類に分ける。

エングラーは、アイヒラーの体系に下記の考えを加えた。
- 無花被花や単花被花は両花被花より原始的である。
- 離弁花類は合弁花類より原始的である。

この考えにより、単子葉類はアダン目、沼生目から細子目へ、双子葉類は輪生目、コショウ目からキキョウ目へ、という配列となった。
これは、『植物分科提要』"Syllabus der Pflanzenfamilien"やカール・プラントルとの共著『自然植物分科』“Die Natürlichen Pflanzenfamilien”(1887〜1915) などでまとめられている。日本では、本田正次・向阪道治による『大綱日本植物分類学』（1930年）やその改訂版、伊藤洋による『高等植物分類表』（1952年、北隆館）などにより紹介された。
『植物分科提要』"Syllabus der Pflanzenfamilien" (1892〜1936) をもとに、ハンス・メルヒオールらが、1953年に隠花植物と裸子植物の、1964年に被子植物の新しい分類体系である "Syllabus der Pflanzenfamilien" ed. 12 vol. 1, 2. を発表した。これが、いわゆる「新エングラー体系」と呼ばれているものである。また、このうち、1964年に公表された被子植物の分類体系は「Melchior system（メルヒオールの体系）」とも呼ばれる。
メルヒオールの改良点は、以下のとおりであるが、これらの一部（3点目）は『進化は単純なものから複雑なものへと進む』というアイヒラーから続く考えに反し、ストロビロイド説を取り入れたものとなっている。
1. 裸子植物及び被子植物を亜門から門に変更
2. 単子葉類を双子葉類より後に配列
3. コショウ目やウマノスズクサ目をモクレン目やキンポウゲ目より進化している集団とみなす。
4. ウリ科を古生花被亜綱に移設
5. 後生花被亜綱を合弁花亜綱に変更（アイヒラーの説を採用）

その具体的な内容については、#分類を参照。
この新エングラー体系は、伊藤洋による『新高等植物分類表』（1968年、北隆館）により日本に紹介された。この分類は直感的に分かりやすく、森田は、実用性と全ての植物を網羅した体系であることを指摘し、『この分類が広く用いられているのは、（中略）他に匹敵するものがないことによると思われる』と述べている。このエングラーらの体系は、イギリスやその植民地などを除く世界各地で受け入れられ、特に日本においては、例えば、（朝日新聞社 編『週刊朝日百科. 世界の植物』朝日新聞社、1975年。 NCID AN10382137。）や佐竹義輔ら編『日本の野生植物』（平凡社、1981〜1989年）、環境省『植物目録1987（昭和63年）』、岩槻邦男ら編『Flora of Japan』（講談社、1993年〜）などの種子植物に関する植物誌や植物目録、図鑑、さらにはタイプ標本を保存しているハーバリウム（植物標本館、植物標本室）などで採用されてきた。一方で、日本国外では、同時期にエングラーらの体系が必ずしも採用されているわけではなく、例えばアメリカや中国ではクロンキスト体系が採用されている。なお、シダ植物の分類については、日本では、エングラーらの体系ではなく、エドウィン・ビンガム・コープランドの体系（Copeland, Edwin Bingham (1947) "Genera Filicum, the genera of ferns."）が採用されてきた。
このエングラーらの体系に対して、チャールズ・エドウイン・ベッシーやアーサー・クロンキストらは、エングラーらが進化的あると考えたモクレン類は原始的なものである（ストロビロイド説）とし、クロンキストはモクレン類を出発点とした被子植物の分類体系であるクロンキスト体系を1988年に発表した。新エングラー体系と比較して、クロンキスト体系では双子葉類を離弁花類と合弁花類に分けていない等の大きな違いがあるものの、両者とも双子葉類ではキク科が、単子葉類ではラン科が最も進化した群であると判断していることが共通している。
日本において広く普及した新エングラー体系ではあるが、クロンキスト体系や1998年に発表された分子系統解析に基づくAPG体系（最新は2009年のAPG III）により、学問的には古典的なものとなっている。具体的な動きとして、日本では、『週刊朝日百科 世界の植物』の後継となる『週刊朝日百科 植物の世界』（朝日新聞社、1994〜1997年）ではクロンキスト体系が採用された。また、2012年に国立科学博物館が労力を要するハーバリウムの標本整理に伴い、新エングラー体系からAPG体系への変更が行われ、さらには、同年にAPG IIIに基づいた植物目録が刊行されている。

## 原著
- Melchior, H. & E. Werdermann (1954) A. Engler's Syllabus der Pflanzenfamilien, 12th edition, vol 1, Allgemeiner Teil. Bakterien bis Gymnospermen..
- Melchior, H. & E. Werdermann (1964) A. Engler's Syllabus der Pflanzenfamilien, 12th edition, vol 2, Angiospermen.

## 分類
新エングラー体系による種子植物の目までの分類を以下に示す。和名は、伊藤（1968）、清水監修（1994、4-6頁）及び大場（2009、313頁）に基づく。

### 裸子植物門
- 裸子植物門 Gymnospermae

#### ソテツ綱
- ソテツ綱 Cycadopsida
  - ソテツ目 Cycadales
  - イチョウ目 Ginkgoales

#### マツ綱
- マツ綱 Coniferopsida
  - マツ目 Coniferales

#### イチイ綱
- イチイ綱 Taxopsida
  - イチイ目 Taxales

#### グネツム綱
- グネツム綱 Chlamydospermae
  - グネツム目 Gnetales

### 被子植物門
- 被子植物門 Angiospermae

#### 双子葉植物綱
- 双子葉植物綱（双子葉綱） Dicotyledoneae

##### 古生花被植物亜綱
- 古生花被植物亜綱（古生花被亜綱、離弁花類）Archichlamydeae（Choripetalae）
  - モクマオウ目 Casuarinales
  - クルミ目（ヤマモモ目を含む） Juglandales
  - バラノプス目 Balanopales
  - レイトネリア目（ライトネリア目） Leitneriales
  - ヤナギ目 Salicales
  - ブナ目 Fagales
  - イラクサ目 Urticales
  - ヤマモガシ目 Proteales
  - ビャクダン目 Santalales
  - ツチトリモチ目（バラノフォラ目） Balanophorales
  - メドゥサンドラ目 Medusandrales
  - タデ目 Polygonales
  - アカザ目（中心子目） Centrospermae
  - サボテン目 Cactales
  - モクレン目 Magnoliales
  - キンポウゲ目 Ranunculales
  - コショウ目 Piperales
  - ウマノスズクサ目 Aristolochiales
  - オトギリソウ目（フクギ目） Guttiferales
  - サラセニア目 Sarraceniales
  - ケシ目 Papaverales
  - バティス目 Batales
  - バラ目 Rosales
  - ヒドロスタキス目 Hydrostachyales
  - カワゴケソウ目 Podostemales
  - フウロソウ目 Geraniales
  - ミカン目 Rutales
  - ムクロジ目 Sapindales
  - ユリアニア目 Julianiales
  - ニシキギ目 Celastrales
  - クロウメモドキ目 Rhamnales
  - アオイ目 Malvales
  - ジンチョウゲ目 Thymelaeales
  - スミレ目 Violales
  - ウリ目 Cucurbitales
  - フトモモ目 Myrtiflorae
  - セリ目（散形花目） Umbelliflorae

##### 合弁花植物亜綱
- 合弁花植物亜綱（後生花被植物亜綱、後生花被亜綱、合弁花類）Sympetalae (Metachlamydeae)
  - イワウメ目 Diapensiales
  - ツツジ目 Ericales
  - サクラソウ目 Primulales
  - イソマツ目 Plumbaginales
  - カキノキ目 Ebenales
  - モクセイ目 Oleales
  - リンドウ目 Gentianales
  - シソ目（管状花目） Tubiflorae
  - オオバコ目 Plantaginales
  - マツムシソウ目 Dipsacales
  - キキョウ目 Campanulales

#### 単子葉植物綱
- 単子葉植物綱（単子葉綱） Monocotyledoneae
  - イバラモ目（沼生目） Helobiae
  - ホンゴウソウ目 Triuridales
  - ユリ目 Liliiflorae
  - イグサ目 Juncales
  - パイナップル目 Bromeliales
  - ツユクサ目 Commelinales
  - イネ目 Graminales
  - ヤシ目 Principes
  - パナマソウ目（合花目） Synanthae
  - サトイモ目（鞘苞花目） Spathiflorae
  - タコノキ目 Pandanales
  - カヤツリグサ目 Cyperales
  - ショウガ目（香鼠目） Scitamineae
  - ラン目（微小種子目） Microspermae